# Neoscirula flechtmanni
Neoscirula flechtmanni är en spindeldjursart som beskrevs av Den Heyer och Castro 2008. Neoscirula flechtmanni ingår i släktet Neoscirula och familjen Cunaxidae. Inga underarter finns listade i Catalogue of Life.